# Futilidade, ou O Naufrágio de Titan
Futilidade, ou o Naufrágio de Titan (título original: Futility, or the Wreck of the Titan) é uma novela de 1898 escrita pelo americano Morgan Robertson. A história apresenta o transatlântico Titan, que se afunda no Atlântico Norte, após bater em um iceberg. O Titan e seu afundamento foram anotados por ser muito semelhante à vida real de passageiros do navio RMS Titanic, que afundou 14 anos mais tarde pela mesma causa.

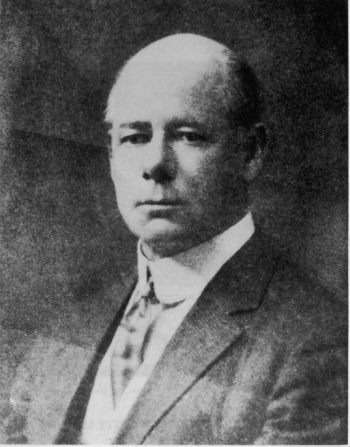
Morgan Robertson

## Sinopse
A primeira metade do livro apresenta o herói, John Rowland. Rowland é um desgraçado ex-tenente da Marinha Real, que agora é um bêbado e caiu para os níveis mais baixos da sociedade. Dispensado da Marinha, ele está trabalhando como marinheiro no Titan. O Navio acerta o iceberg e afunda um pouco antes da metade do caminho do romance. A segunda metade segue Rowland, como ele salva a jovem filha de uma ex-amante, saltando para o iceberg com ela. Após uma série de aventuras, em que ele luta contra um urso polar e encontra um barco salva-vidas levados para o iceberg, ele acaba sendo resgatado por um navio de passagem e, durante vários anos, trabalha o seu caminho até um trabalho lucrativo do governo para restaurar seus ex-rendimentos e sua posição na sociedade. Nas linhas finais da história, ele recebe uma mensagem de sua ex-amante, pedindo-lhe para visitar ela e sua filha. 
Apesar de toda a publicidade sobre suas semelhanças com o Titanic, a verdadeira razão deste livro é ressaltar a arrogância e abuso desenfreado na época em negócios, política e sociedade baseada exclusivamente em dinheiro e classe econômica. As mentiras e manobras pela companhia de navegação e a companhia de seguros para evitar ter que assumir a responsabilidade ou pagar os desastres, os abusos John Rowland leva depois de retornar à costa, apesar de ele ser um herói, simplesmente porque ele é de classe baixa, e o total desrespeito pela vida e a lei apresentado pela companhia de navegação, o capitão e tripulação a bordo do Titan. Estas e muito mais são usados como ataques mordazes sobre os problemas sociais e políticos da época.

## Edição Brasileira

Capa da artista Dandi para a Edição Brasileira de "Futilidade ou O Naufrágio do Titan", publicada pela Editora Vermelho Marinho.

Em 2014, foi lançada pela primeira vez uma tradução brasileira da obra pela Editora Vermelho Marinho. A tradução é assinada por Carlos Daniel S. Vieira que também assina o posfácio. O livro inaugura a coleção O Melhor de Cada Tempo, que tem por objetivo resgatar grandes clássicos pouco difundidos no Brasil. 

## Semelhanças com o Titanic
Embora o romance tenha sido escrito antes da construção do navio Titanic, há muitas coincidências entre os dois navios:

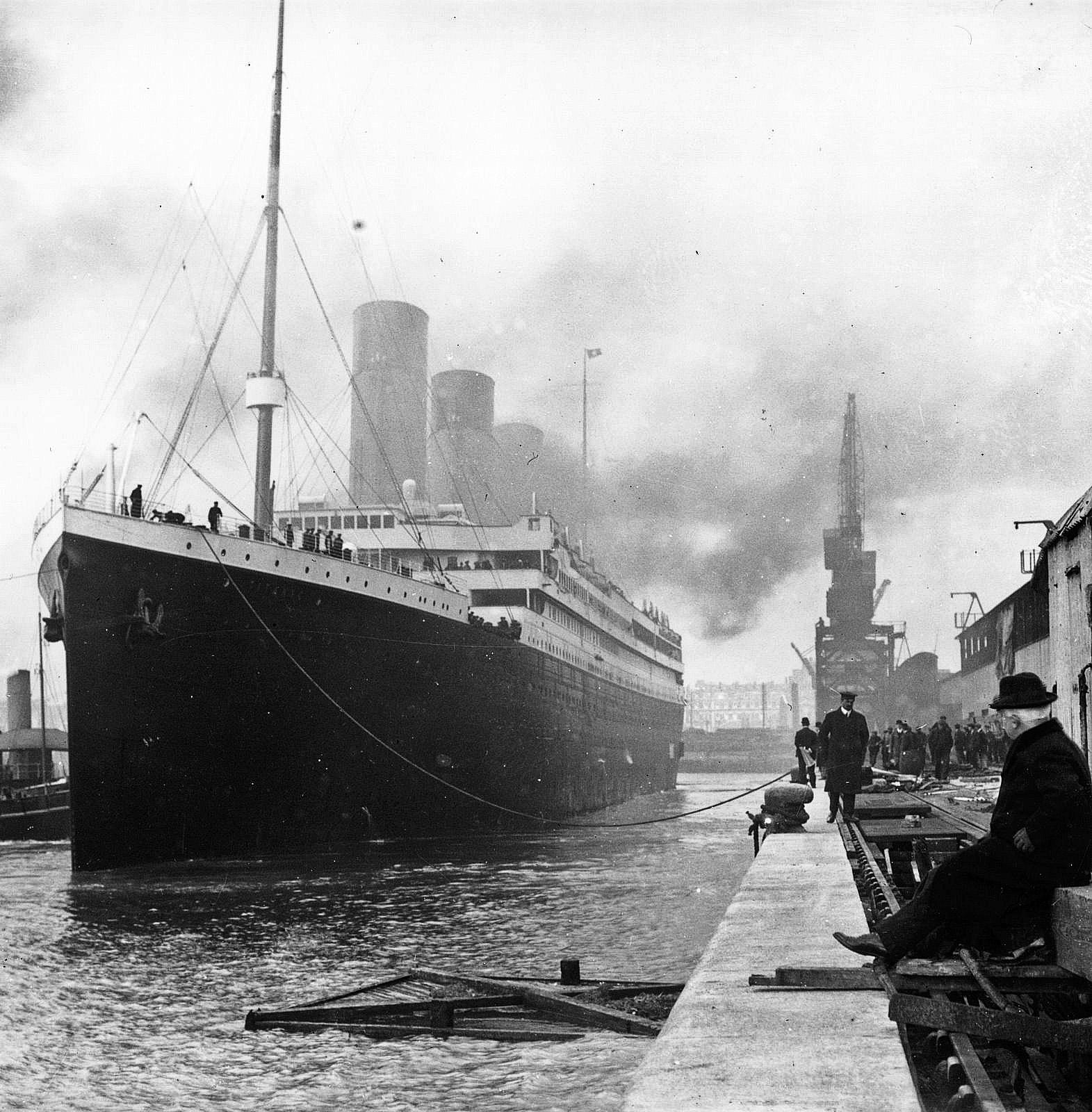
Titanic

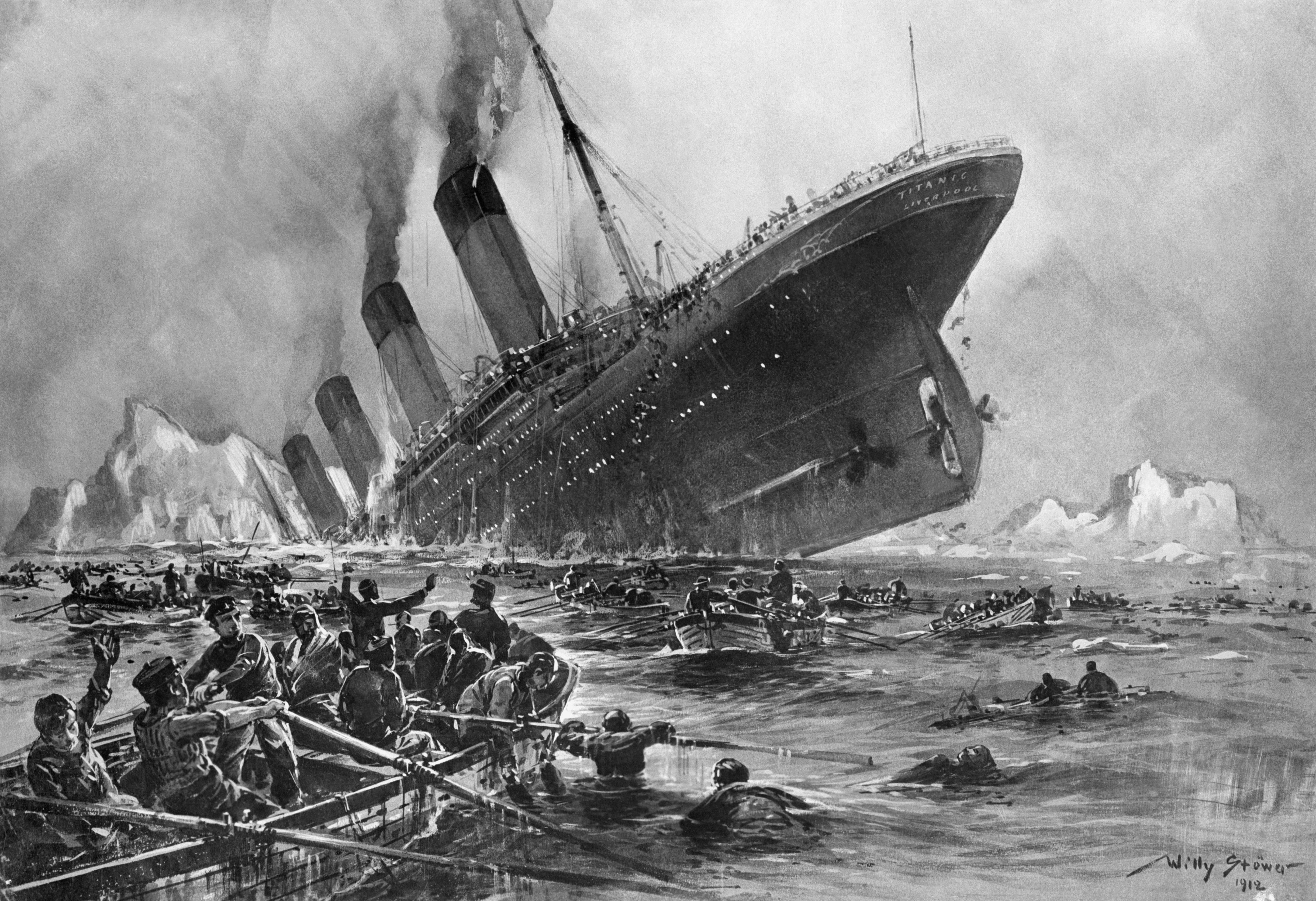
Ilustração do afundamento do Titanic

| Semelhanças                   | Titan               | Titanic                   |
| ----------------------------- | ------------------- | ------------------------- |
| Nome do Capitão               | Smith               | Smith                     |
| Local do Naufrágio            | Atlântico Norte     | Atlântico Norte           |
| Mês                           | Abril               | Abril                     |
| Causa                         | Colisão com Iceberg | Colisão com Iceberg       |
| Comprimento                   | 240 metros          | 269 metros                |
| Tonelagem do Deslocamento     | 75.000              | 66.000                    |
| Velocidade                    | 25 nós              | 23 nós                    |
| Número de botes               | 23                  | 20 (4 botes desmontáveis) |
| Compartimentos à prova d'água | 17                  | 16                        |
| Hélices                       | 3                   | 3                         |
| Passageiros e Tripulantes     | 3000                | 2223                      |